# Marcela Cantuária
Marcela Cantuária (Rio de Janeiro, Brasil, 1991) é uma artista visual brasileira com foco na prática de pintura. Formada em pintura pela Escola de Belas Artes da Universidade Federal do Rio de Janeiro, suas obras nascem de uma elaboração conceitual vinculada ao imaginário político, questionando o status quo e apresentando personagens rasuradas pela colonialidade. Com o uso da magia dos símbolos, Cantuária cria contranarrativas que destacam a possibilidade de florescerem outros futuros. Seu trabalho é profundamente inspirado por sua pesquisa sobre as lutas de mulheres, especialmente no Sul Global, e aborda temas como o protagonismo político feminino e a luta de classes.
Além da pintura, Marcela Cantuária expande sua prática para outros materiais e técnicas, como a cerâmica e o bordado. Sua produção tem se expandido e extrapolado os formatos tradicionais da pintura, abrindo novos caminhos para suas narrativas e aprofundando sua reflexão sobre temas sociais e políticos.  
Cantuária é uma integrante ativa da organização social Brigadas Populares, onde realiza oficinas de arte. Seu trabalho abrange pinturas de gênero histórico, abordando temas recorrentes como movimentos sociais, memória política, feminismos, causas ambientais e reparação histórica na América Latina. Atualmente, vive e trabalha na cidade do Rio de Janeiro.

## Formação e Carreira
Marcela Cantuária é bacharel em pintura pela Escola de Belas Artes da Universidade Federal do Rio de Janeiro (UFRJ). Durante seu tempo como estudante de arte, participou de exposições individuais em galerias universitárias no prédio da Escola de Belas Artes na Ilha do Fundão e exposições coletivas como a IV Bienal da EBA/UFRJ intitulada Reflexos, no Museu Nacional de Belas Artes, em 2017.
Em 2019, a artista inaugurou duas exposições individuais que alavancaram sua carreira no contexto nacional e apresentaram ao público as narrativas visuais e linguagem pictórica de sua obra. O grande conjunto de pinturas apresentadas em Sutur|ar Libert|ar, no Centro Municipal de Arte Hélio Oiticica, com curadoria de Joyce Delfim, e em Marcela Cantuária | La Larga Noche de los 500 años, organizada na sede da galeria A Gentil Carioca, ambas no Rio de Janeiro, comentavam sobre a visão da artista a respeito da relação da sociedade contemporânea com o passado colonial no Brasil e na América Latina, chamando a atenção da audiência para marcadores identitários como gênero, raça e classe.
Através de uma vasta paleta de cores, a artista combina imagens midiáticas, pesquisas de arquivo, fotografias, reproduções e fabricações de momentos históricos que honram e comentam a luta por reivindicação de direitos das mulheres. Representações de figuras anônimas e públicas como Berta Cáceres, Nise da Silveira, Marielle Franco, Deize Tigrona, Lúcia Maria de Souza, Juana Azurduy, Margarida Alves e muitas outras, se mesclam em paisagens e composições de cunho figurativo e colorido intenso.
Com a entrada de seus trabalhos em coleções públicas de prestígio no Brasil e com a participação em exposições coletivas de grande escala como Histórias Feministas (2019) no MASP, curada por Isabella Rjeille, e Contramemória, co-curada por Lilia Moritz Schwarcz, no Theatro Municipal de São Paulo.
No capítulo Outras Línguas: Três Artistas Brasileiras, da publicação "Pensamento feminista hoje: perspectivas decoloniais" (2020) organizada pela autora Heloisa Buarque de Hollanda, o trabalho de Marcela Cantuária é posicionado em relação a produção de viés histórico das artistas Adriana Varejão e Rosana Paulino. O texto contextualiza o tema comum sobre o histórico de opressão, violência e apagamento produzido sobre os corpos das mulheres que atravessa a criação artística das três artistas.
Em 2022, criou em colaboração com a comunidade local, o mural público Murais – Caju e Manatí, no Piauí, com a intenção de contribuir com a consciência ambiental de visitantes e pessoas da região.
Nas exposicões individuais Propostas de Reencantamento, em São Paulo; La invocación del pasado a la velocidad del ahora, em Madrid; e Figurar o Impossível, em Minas Gerais, a artista segue expandindo seu esquema de símbolos, imagens e geografias ao resgatar histórias deixadas às margens da narrativa tradicional e ao reanimar o protagonismo feminista e o combate ao racismo estrutural na luta de classes ao longo das últimas décadas na América Latina e Caribe.  
A exposiçãoThe South American Dream, no Pérez Art Museum Miami, em 2023, representou uma importante internacionalização da artista. Fruto de sua residência em Miami, e retratou figuras femininas que desafiam fronteiras regionais e sociais, ampliando o debate sobre o ativismo político e ambiental. Sua obra se caracteriza pela vivacidade das cores e pela habilidade de transitar entre diferentes meios artísticos, sempre com um enfoque de engajamento crítico e transformador.
Em sua primeira exposição em Portugal, intitulada Bestiário, Cantuária conduz o público por uma imersão na história da Bahia, destacando a luta e a resiliência das mulheres baianas que desempenharam um papel crucial na independência do Brasil.
Além dessa mostra, Marcela apresentou sua exposição individual Transmutação: alquimia e resistência no Paço Imperial, no Rio de Janeiro, em um retorno  à sua cidade. A exposição reforçou seu compromisso com a interseção entre as questões sociais, refletindo o papel das mulheres na resistência política e cultural.
Em 2024, Marcela também inaugurou a exposição Boca da Noite na Cerrado Galeria. A mostra reuniu trabalhos inéditos que continuaram a exploração da artista pela interseção do lírico e do político. Suas peças criam uma tapeçaria de símbolos que dialoga com alegorias, memórias e a constante luta por transformação, tanto pessoal quanto coletiva, apresentando um novo capítulo em sua já consolidada trajetória artística.

## Exposições Individuais (seleção)
- Proposta de Reencantamento, 2024. Sesc Birigui.[14]
- Boca da Note, 2024. Cerrado Galeria, Brasília.[15]
- Transmutação: alquimia e resistência, 2024. Paço Imperial, Rio de Janeiro.[16]
- Ocultas Marés: Ana Silva & Marcela Cantuária, 2023. A Gentil Carioca, São Paulo.[17]
- Bestiário, 2023. Palácio do Grillo, Lisboa.[18]
- The South American Dream, 2023. Pérez Art Museum Miami, Estados Unidos[19]
- Bestiário, 2023. Palácio do Grilo, Lisboa, Portugal[20][21]
- Marcela Cantuária: Propostas de Reencantamento, 2022. Sesc Pompeia, São Paulo
- La invocación del pasado a la velocidad del ahora, 2022. CentroCentro, Madrid, Espanha[22]
- Figurar o Impossível, 2020. Palácio das Artes, Belo Horizonte, Minas Gerais[23]
- La larga noche de los 500 años, 2019. A Gentil Carioca, Rio de Janeiro[24]
- Sutur|ar Libert|ar, 2019. Centro Municipal de Arte Hélio Oiticica, Rio de Janeiro[25]
- Castelos no Ar, 2018. Alfinete Galeria, Brasília[26]
- Lampejos, 2017. Galeria Macunaíma, Escola de Belas Artes UFRJ, Rio de Janeiro
- Impulsos, 2013. Espaço Vórtice, Escola de Belas Artes UFRJ, Rio de Janeiro[27]

## Exposições Coletivas (seleção)
Cantuária vem apresentando suas pinturas históricas em exposições coletivas ligadas a temas relacionados às lutas sociais e em favor da revisão de apagamentos provocados pela narrativa hegemônica ocidental.
- Histórias LGBTQIA, 2024. Museu de Arte de São Paulo Assis Chateaubriand, São Paulo. [28]
- Dona Fulô e Outras Joias, 2024. Museu de Arte Contemporânea da Bahia[29]
- Sol Fulgurante: arquivos de vida e resistência, 2024. Pinacoteca do Estado de São Paulo, São Paulo. [30]
- Hackeando o Poder, 2024. Museu da República, Rio de Janeiro.[31]
- CœurCarioca, 2023. Galerie Crèvecœur, França.[32]
- FUNK: Um grito de ousadia e liberdade, 2023. Museu de Arte do Rio, Rio de Janeiro.[33]
- I Bienal das Amazônias, 2023. Centro Cultural Bienal das Amazônias, Belém. [34]
- Histórias brasileiras, 2022. Museu de Arte de São Paulo Assis Chateaubriand, São Paulo[35]
- Contramemória, 2022. Theatro Municipal de São Paulo[36]
- 8th Biennial of Painting: The 't' is Silent, 2022. Museum Dhondt-Dhaenens, Bélgica[37]
- Atos de Revolta: outros imaginários sobre independência, 2022. Museu de Arte Moderna do Rio de Janeiro[38]
- Essa minha letra: Lima Barreto e os Modernismos Negros, 2022. Museu da História e da Cultura Afro-Brasileira (MUHCAB), Rio de Janeiro[39]
- Espelho Labirinto, 2022. Centro Cultural Banco do Brasil, Brasília
- Imagens que não se conformam, 2021. Museu de Arte do Rio (MAR)
- Crônicas Cariocas, 2021. Museu de Arte do Rio (MAR)
- Histórias Feministas: artistas depois de 2000, 2019. Museu de Arte de São Paulo Assis Chateaubriand (MASP)
- Estratégias do Feminino, 2019. Farol Santander, Porto Alegre

## Projeção Internacional
Marcela Cantuária apresenta sua primeira exposição individual em Miami, nos Estados Unidos em 2023. A exposição intitulada Marcela Cantuária: The South American Dream e curada por Jennifer Inacio, curadora do Pérez Art Museum, Miami onde a mostra acontece. As pinturas deste projeto solo comentam sobre tópicos conhecidos da narrativa da artista como a luta de classes e a experiência de mulheres que protagonizam e protagonizaram movimentos sociais entre as Américas.
Em 2021, Cantuária desenvolveu o conceito visual do disco "Portas" da cantora e compositora brasileira Marisa Monte. Para o trabalho, a artista produziu um total de treze portas pintadas em acordo com o seu repertório artístico, além de um oratório de 2 metros de altura. A criação de "Portas" atingiu públicos internacionais através de sua ampla disseminação nas redes sociais e de shows da turnê de Marisa Monte que passou por diversas cidades nas Américas e Europa.

## Prêmios & Residências Artísticas
- 2023 - Miami, Estados Unidos
- 2022 - FountainHead. Miami, Estados Unidos (residência)[43]
- 2021 - Projeto Peixe-boi: Murais Caju e Manatí. Cajueiro da Praia, Piauí (residência e projeto de arte pública)[44]
- 2020 - 3o Prêmio de Artes Visuais Décio Noviello de Artes Visuais, Fundação Clóvis Salgado. Minas Gerais[45]
- 2019 - Kaaysá. São Paulo (residência)
- 2019 - PAOS GDL. Guadalajara, México (residência)
- 2018 - Solar dos Abacaxis. Rio de Janeiro (residência)

## Coleções Públicas
O trabalho da artista foi adquirido por instituições museais em diferentes regiões. Em 2022, o trabalho "Maternidade compulsória" (2016) fez parte da coletânea Acervo em Transformação no MASP, na cidade de São Paulo.
- Pérez Art Museum Miami, Flórida[47]
- Museu de Arte de São Paulo Assis Chateaubriand[48]
- Pinacoteca do Estado de São Paulo[49]
- Museu da Maré, Rio de Janeiro[4]

## Monografias, livros e catálogos
Cantuária, Marcela. Transmutação: alquimia e resistência. 1. ed. Rio de Janeiro: Área 27, 2024. ISBN 978-65-85719-11-7
Delfim, Joyce. "Sutur|ar Libert|ar - Marcela Cantuária". 1. ed. Rio de Janeiro: Paisagens Híbridas, 2019. ISBN 978-85-69970-14-9
Hollanda, Heloisa Buarque de. "Pensamento Feminista Hoje: Perspectivas Decoloniais". 1. ed. Rio de Janeiro: Bazar do Tempo, 2020. ISBN 978-85-69924-78-4
Morgado, Flávio. "Quero te dar o corpo total do dia". Rio de Janeiro: Revista Philos, 2021.   
Vergara, João. "Ateliês do Rio". Rio de Janeiro: Estudio Cru, 2023.    